# Confine tra Algeria e Tunisia
Il confine tra l'Algeria e la Tunisia descrive la linea di demarcazione tra questi due stati. Ha una lunghezza di 1010 km ed è a stato definito nel 1983.

## Storia

### Periodo ottomano
Prima della colonizzazione francese, la delimitazione dei due territori era molto incerta, considerando che entrambi erano sotto l'influenza ottomana. In quei tempi, ciò che interessava ai governatori era più la riscossione delle tasse di ciascuna tribù  o bey  (quelle di Costantino o della Tunisia) che del territorio stesso.
Nel 1614, il trattato di Sarrath stabilì il confine algerino-tunisino tra Capo Roux e uadi Sarrath.
Nel 1807, il tunisino Bey Hammuda Pachá  batté gli eserciti del regno di Algeri oltre i bordi di Sarrath Uadi e allargò il territorio tunisino oltre, a Kalaat Senan a ovest e Nefta a sud.

### Periodo francese

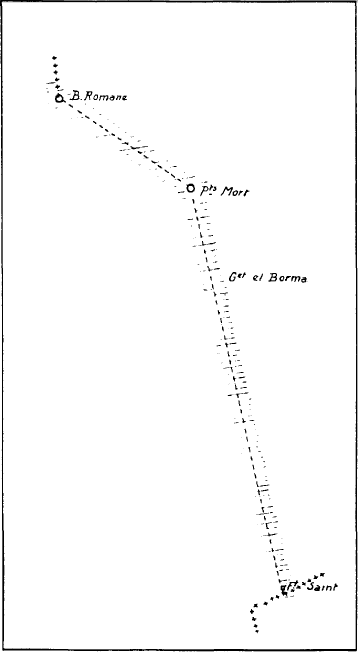
Tracciato del confine tra Bir Romane e Fort Saint nel 1929.

Il 20 settembre  e il 1º dicembre 1901 ebbe luogo la firma verbale del processo dell'accordo tra il governatore generale dell'Algeria e il generale residente in Francia in Tunisia sulla disposizione del confine tra Djebel Rhorra e Bir Romane.
In seguito alla firma del convegno Tripoli del 19 maggio 1910, che definisce il confine libico-tunisino, procedette a piantare 233 tappe lungo il confine. Garet El Hamel divenne così la triplice frontiera Algeria-Libia-Tunisia.
Nel 1928, il generale residente della Francia in Tunisia, Lucien Santo, inaugurò Fort Saint che servì come punto di riferimento meridionale di quello che fu chiamato il "confine provvisorio"; Questo confine è stato realizzato sulla mappa IGN pubblicata nel 1929.
Durante la guerra d'Algeria, l'esercito francese ha lanciato la linea Challe per fermare le infiltrazioni dalla Tunisia.

### Periodo dell'indipendenza
Il presidente tunisino Habib Burguiba rivendicò nel 1957 l'uso del Sahara nel quadro dell'organizzazione comune delle regioni sahariane proposta dalla Francia al re Mohammad V del Marocco.
Il 17 luglio 1961, Burguiba si impegnò con il governo provvisorio della Repubblica algerina a negoziare un possibile reclamo territoriale con il leader di una possibile Algeria indipendente, che si verificò nell'estate del 1962.
Il 16 aprile 1968 è stato firmato un accordo algerino-tunisino riguardo al confine tra Bir Romane e Fort Saint. La Tunisia ha quindi rinunciato alla rivendicazione territoriale tra il punto di riferimento 220 (Fort Saint) e il punto di riferimento 233 (Garet El Hamel a sud di Gadames).
Il 6 gennaio 1970 i ministri degli Esteri Abdelaziz Bouteflika e Habib Bourguiba Jr.hanno firmato la delineazione del confine tra Bir Romane e il confine con la Libia. Tra il 10 e il 19 marzo 1983, è stato firmato una convenzione di demarcazione dei confini tra il Mar Mediterraneo e Bir Romane.
Il 30 dicembre 1993, l'accordo di confine del 6 gennaio 1970 è stato depositato presso le Nazioni Unite. La delimitazione del confine tra la regione di Tabarka e Bir Romane si è conclusa nel 1995.
Il confine algerino-tunisino è il teatro, dalla fine del 2012, di violenti scontri di fronte tra l'esercito tunisino e la polizia contro gruppi islamici.

## Tracciato

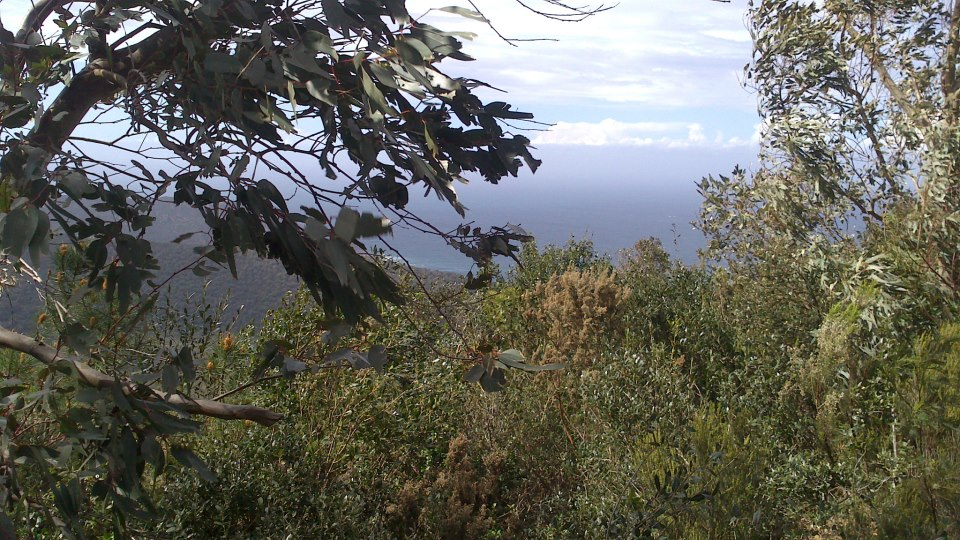
Panorama del paesaggio nei pressi del confine.

Il confine passa tra Chott el-Gharsa (lato tunisino) e Chott el-Khalla (lato algerino), quindi segue le seguenti tappe: Bir El Aoubed, Bir El Khima, Bir El Mouileh, Bir El Hajla, Bir Kerkoubi, Bir Oum Nati, Bir Chikh Ali, Bir Khsamia, Bir Zenigra, Bir Romane, Dead Well, Garet El Borma e Borj el-Khadra (Fort Saint).